# Vineta-Festspiele
Die Vineta-Festspiele sind eine seit 1997 stattfindende Theateraufführung im Ostseebad Zinnowitz auf der Insel Usedom. Austragungsort ist die Ostseebühne Zinnowitz, eine Freilichtbühne und Spielstätte der Vorpommerschen Landesbühne Anklam. 
Die Vorstellungen finden an vier Tagen pro Woche von Ende Juni bis Ende August statt. Es wird jährlich ein neues Stück aufgeführt, das sich jeweils thematisch auf die Sage um die versunkene Stadt Vineta bezieht und in künstlerischer Hinsicht eine Mischung aus den drei klassischen Theaterformen Schauspiel, Musiktheater und Tanzvorführung darstellt. Neben den klassischen Theatertechniken werden darüber hinaus auch technische Elemente wie Lasershows und pyrotechnische Effekte eingesetzt. Die Aufführungen von jeweils drei aufeinanderfolgenden Jahren bilden eine inhaltlich zusammenhängende Trilogie.
Die Zahl der Besucher liegt bei 800 bis 1.200 pro Vorstellung und damit bei etwa 20.000 bis 25.000 pro Jahr. Im Jahr 2006, dem zehnten Jubiläum, wurde im August die Gesamtzahl von 250.000 Besuchern seit der erstmaligen Aufführung überschritten.